# أراب (ميزوري)
أراب (بالإنجليزية: Arab)‏ هي إحدى المجتمعات الفردية (غير مصنفة) في ولاية ميزوري في الولايات المتحدة الأمريكية.